# Hermann Niedner
Gottfried Franz Hermann Niedner (* 1872 in Dresden; † 1945) war ein deutscher Politiker und parteiloser Demokrat. Er zählte zu den Mitgliedern des Sächsischen Landtags und bekleidete von 1918 bis 1933 fünfzehn Jahre lang das Amt des Oberbürgermeisters der Stadt Bautzen. In dieser Zeit widmete er sein besonderes Engagement unter anderem der Schaffung sozialer Einrichtungen sowie der städtischen Sportförderung. 1933 führte sein Widerstand gegen die nationalsozialistische Machtübernahme zu seiner Amtsenthebung. 2010 wurde im Rahmen des Bautzener Stadtlaufs als Erinnerung an seine Verdienste der Hermann-Niedner-Pokal ins Leben gerufen.